# 제6집단군
제6집단군(Sixth United States Army Group) 제2차 세계 대전의 유럽 전구에서 활약한  제7미국군과 제1프랑스군 간의 연합 집단군이다.

## 부대
| - 미국 제7군 - 제12기갑사단 - 제45보병사단 - 제63보병사단 - 제100보병사단 - 제6(VI)군단 - 제10기갑사단 - 제44보병사단 - 제103보병사단 - 제15(XV)군단 - 제3보병사단 - 제20기갑사단 - 제42보병사단 - 제86보병사단 - 제21(XXI)군단 - 제2기갑사단 - 제36보병사단 - 제101공수사단 | - 프랑스 제1군 - 제1군단 - 제2모로보병사단 - 제4모로보병사단 - 제9식민지보병사단 - 제10보병사단 - 제1기갑사단 - 제2군단 - 제1차량화보병사단 - 제1보병사단 - 제3알제리보병사단 - 제14보병사단 - 제5기갑사단 - 알프스군 분견대 - 제27산악보병사단 |

## 같이 보기
- 용기병 작전
- 서구 연합군의 독일 침공